# Giovanni Battista Scanaroli
Giovanni Battista Scanaroli (Modena, 1579 – Roma, 10 settembre 1664) è stato un vescovo cattolico italiano.

## Biografia
Il 7 ottobre 1630 fu consacrato vescovo titolare di Sidone.
Monsignor Scanaroli fu per 20 anni prelato dell’arciconfraternita di San Girolamo della Carità, che aveva lo scopo di fornire aiuti corporali e spirituali ai carcerati di Roma. Fu autore di un'opera voluminosa De visitatione carceratorum, che precorre di più di un secolo le dottrine sostenute da Cesare Beccaria nel suo noto trattato: Dei delitti e delle pene.

## Opere
- (LA) Giovanni Battista Scanaroli, De visitatione carceratorum, Roma, typis Reuerendae Camerae Apostolicae, 1655.

## Genealogia episcopale e successione apostolica
La genealogia episcopale è:
- Cardinale Scipione Rebiba
- Cardinale Giulio Antonio Santori
- Cardinale Girolamo Bernerio, O.P.
- Arcivescovo Galeazzo Sanvitale
- Cardinale Ludovico Ludovisi
- Cardinale Luigi Caetani
- Vescovo Giovanni Battista Scanaroli

La successione apostolica è:
- Vescovo Silvestro Marcantonio Morosini, O.S.B. (1633)
- Arcivescovo Lorenzo Gavotti, C.R. (1633)
- Vescovo Joseph-Marie de Suarès (1633)
- Vescovo Jean-Vincent de Tulles (1637)
- Vescovo Alessandro Sibilia (1637)
- Cardinale Girolamo Farnese (1639)
- Vescovo Isidoro della Robbia, O.S.B. (1642)
- Vescovo György Jakusics (1645)
- Cardinale Antonio Barberini, O.S.Io.Hieros. (1655)